# エルネスト・オハンザ
- アーネスト・オハンザ

エルネスト・オハンザ・ジュニア（Ernest Ohandza Jr.、2001年3月29日 - ) は、カメルーン共和国ヤウンデ出身のプロ野球選手（投手）。右投右打。アラビア・ウルブズ所属。
カメルーン出身初となるプロ野球選手。

## 経歴

### プロ入り前
3歳の頃に父親が亡くなり、姉の家族に預けられ暮らしていた。
プロ入りまで、カメルーン中央部のハーモニーベースボールクラブでプレー。

### プロ入り後・アラビア・ウルブス時代
2023年10月23日、ドバイを拠点とするベースボール・ユナイテッドのドラフトでウルブズに指名（全体79位）される。
2024年には自身が設立したバストス・ベースボールアカデミーで選手兼アシスタントコーチとしてプレー。
2025年2月14日から16日に2025シーズンの開幕戦として行われたウルブス vs ファルコンズの3連戦がザ・セブンズで開催され、2ゲーム目の9回残り1アウトで初登板。登板後、2者連続で四球を与えピンチになるも、次の打席で三振を取りチームは11-0で勝利。チームメイトと共に喜びを分かち合った。